# تمیر-قنات (شهرستان تونگ)
تمیر-قنات (به لاتین: Temir-Kanat) یک روستا در قرقیزستان است که در شهرستان تونگ واقع شده‌است. تمیر-قنات ۱٬۰۶۸ نفر جمعیت دارد و ۲٬۳۳۳ متر بالاتر از سطح دریا واقع شده‌است.